# Saint-Loup-du-Gast
Saint-Loup-du-Gast è un comune francese di 378 abitanti situato nel dipartimento della Mayenne nella regione dei Paesi della Loira.

## Società

### Evoluzione demografica
Abitanti censiti